# گادئوک بونگ
گادئوک بونگ (به لاتین: Gadeukbong) یک کوه در کره جنوبی است که در کره جنوبی واقع شده‌است. گادئوک بونگ ۱٬۰۵۹٫۷ متر بالاتر از سطح دریا واقع شده‌است.